# Guerre du sel (1540)

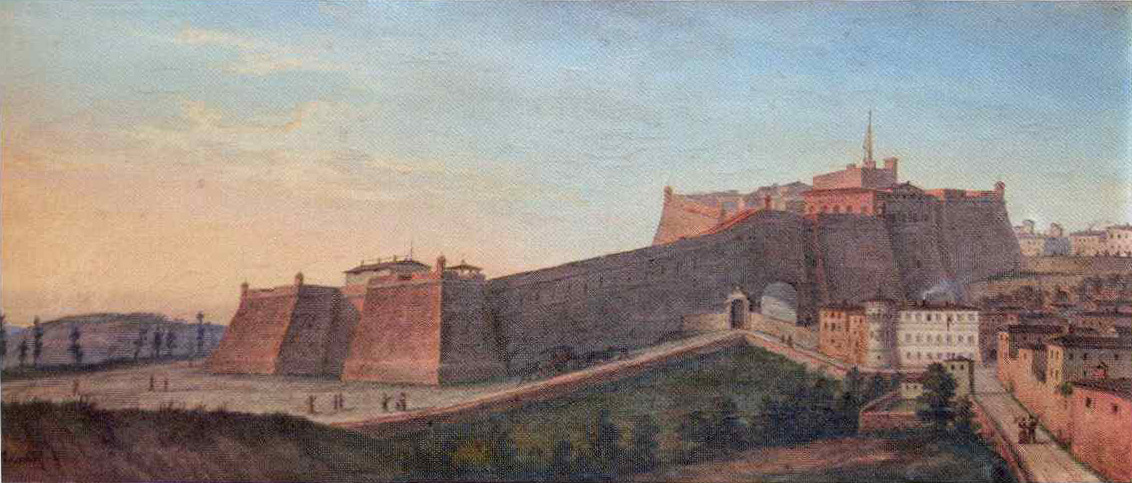
Vue de la Rocca Paolina (forteresse paulinienne), construite à la suite de la guerre du sel de 1540.

La guerre du sel (Guerra del Sale) de 1540 définit une insurrection de la ville de Pérouse contre les États pontificaux pendant le pontificat du pape Paul III (Alessandro Farnese). Le résultat principal est  la subordination définitive de la ville de Pérouse au contrôle papal. 

## Histoire
Pérouse a été une commune libre jusqu'en 1370, date à laquelle elle a été incorporée « de jure »  aux États pontificaux. L'élite pérugienne a continué à jouir d'une semi-autonomie, comprenant plusieurs privilèges comme les procès instruits par un juge local non nommé par le pape et la liberté de fixer les taxes sur le sel, alors un produit important pour la conservation des aliments. À partir de la fin du XVe siècle, les papes successifs tentent de freiner l'autonomie de Pérouse mais butent sur une forte résistance. En 1539, une récolte désastreuse fait grimper les prix à Pérouse et dans l'arrière-pays rural. 
Dans cette situation économiquement difficile, le pape Paul III décide de prélever une nouvelle taxe sur le sel pour tous ses sujets en violation des traités entre Pérouse et les papes précédents et que Paul III avait confirmés au début de son pontificat. Les Pérugiens décident de se rebeller mais le 4 juin 1540, les troupes papales, dirigées par le fils du pape Pierluigi Farnèse et son condottiere Alessandro da Terni (it), forcent la ville à la reddition. 
Peu de temps après, une énorme forteresse, la Rocca Paolina (forteresse paulinienne), a été construite d'après des plans conçus par Antonio et Aristotele da Sangallo. Construite non pas pour protéger Pérouse mais, selon les mots de Jules III, « pour ralentir l'ardeur des habitants de Pérouse et leur enlever l'opportunité de se rebeller contre le Saint-Siège ». La forteresse a été pendant des siècles le symbole de l'oppression papale. Bien que Jules III, rende à Pérouse un semblant d'autonomie en 1559, la ville devient partie des États pontificaux et le reste jusqu'en 1860, année de l'unification italienne. 
Une légende pérugienne soutient qu'en 1540, dans le cadre d'une protestation populaire contre le nouvel impôt papal, les citoyens ont cessé de mettre du sel dans leur pain (le pain non salé est la norme à ce jour). Des recherches récentes suggèrent qu'il s'agit d'une légende urbaine développée après 1860.